# Мостовая улица (Новосибирск)
Мостовая улица — улица в Центральном районе Новосибирска. Примыкает к Красному проспекту. Является продолжением Серебренниковской улицы, с которой условно разграничена проходящим над дорогой путепроводом.

## История
Мостовая улица (вместе с улицей Кривощёковской) появилась в результате переселения в 1893—1894 годах жителей Кривощёковского выселка, который попал в зону отчуждения по причине строительства железнодорожной линии, соединяющей мост через Обь с современным вокзалом Новосибирск-Главный. Из выселка жители переселились на новую территорию.
Алтайский округ был не согласен с появлением в этом месте нового незаконного поселения. К тому же по плану здесь должна была находиться базарная площадь. Чиновники требовали от поселенцев покинуть эту территорию, однако крестьяне отвечали, что у них нет денег для переезда, и даже просили защиты у томского губернатора. Часть своего жилья они сдавали купцам. Уже в мае 1894 года здесь появились торговые точки новониколаевских купцов: Сурикова, Маштакова, братьев Жернаковых, открылся торговый дом «Толоконский и Рубанович». В целом на новом месте насчитывалось полтора десятка торговых точек. В итоге чиновники Алтайского округа не смогли ликвидировать самовольное поселение. На картах центра Новосибирска видно, что планировки Мостовой и Кривощёковской улиц отличаются от других улиц центральной части города.
На улице располагалось почтовое отделение. В 1896 году на Мостовой был установлен первый в Новониколаевском посёлке почтовый ящик.

## Исторические сооружения
- Путепровод Алтайской железной дороги[3]